# Manuel Jesús Gamarra
Manuel Jesús Gamarra Cuentas (Cusco, 1877 - Lima, 28 de noviembre de 1965) fue un político peruano. Fue miembro de la Cámara de Diputados por el departamento del Cusco entre 1912 y 1914 y miembro Congreso Constituyente de 1931.

## Biografía
Participó en las elecciones presidenciales del 1912 y fue elegido diputado por la provincia de Urubamba. Participó en las elecciones generales de 1931 como candidato del partido Unión Revolucionaria liderada por Luis Miguel Sánchez Cerro quien depuso al presidente Augusto B. Leguía  y fue elegido como diputado constituyente por el departamento del Cusco siendo el candidato que obtuvo el mayor número de votos.
Luego de la elección, el personero del APRA, Humberto Hugolotti tachó su elección por “considerarles incapaces de ser elegidos, por estar enjuiciados criminalmente por los delitos de rebelión y sedición, con motivo del último movimiento revolucionario que estalló en ese departamento [el Cusco]”. Gamarra había participado del motín encabezado por el coronel Agustín Cabrera, comandante de la Cuarta División con los batallones de infantería N° 15 del Cusco. Su hijo, Zoilo Gamarra, defensor de su padre declaraba: “una persona sometida a instrucción no está privada de sus derechos civiles y políticos”. La Crónica informaba que “Manuel Jesús Gamarra [no puede acceder al Congreso Constituyente] por hallarse sometido a juicio militar por el delito de rebelión” pero no esclarece si se encontraba preso o prófugo. Jorge Basadre al referirse sobre este motín del 26 de junio de 1931 dice: “uno de los dirigentes principales de la rebelión del Cusco fue Manuel Jesús Gamarra, de filiación sanchezcerrista, elegido poco después, en su ausencia, representante del Congreso Constituyente”